# Матвеев, Борис Михайлович (легкоатлет)
Бори́с Миха́йлович Матве́ев (10 декабря 1929, Кронштадт, Ленинградская область — 30 марта 1968, Ленинград) — советский дискобол, чемпион и призёр чемпионатов СССР, мастер спорта СССР (1949), участник летних Олимпийских игр 1952 года в Хельсинки и 1956 года в Мельбурне.

## Биография
Увлёкся спортом в 1944 году. Его тренером был В. И. Алексеев. Выпускник ГДОИФК имени Лесгафта 1951 года. Член сборной команды СССР в 1949—1959 годах.
На Олимпиаде с Хельсинки занял 10-е место с результатом 48,70 м. В Мельбурне был 9-м (51,38 м).
В 1948—1967 годах работал тренером ДЮСШ Дзержинского района Ленинграда, в 1959—1967 годах — ДСО «Спартак» (Ленинград). В 1958—1959 годах тренировал сборную Египта.
Похоронен на Серафимовском кладбище в Санкт-Петербурге.
Жена — Матвеева Зоя Прокофьевна, Заслуженный тренер РСФСР по лёгкой атлетике (1987).

## Выступления на чемпионатах СССР
- Чемпионат СССР по лёгкой атлетике 1951 года:
  - Метание диска —  (46,60);
- Чемпионат СССР по лёгкой атлетике 1952 года:
  - Метание диска —  (51,88);
- Чемпионат СССР по лёгкой атлетике 1954 года:
  - Метание диска —  (51,76);
- Чемпионат СССР по лёгкой атлетике 1955 года:
  - Метание диска —  (51,89);
- Лёгкая атлетика на летней Спартакиаде народов СССР 1956 года:
  - Метание диска —  (52,10);